# Raúl Alberto Lastiri
Raúl Alberto Lastiri (ur. 1915, zm. 11 grudnia 1978) – argentyński polityk, przewodniczący Izby Deputowanych Argentyny, a po rezygnacji prezydenta Héctora José Cámpory i wiceprezydenta Solano Limy został tymczasowym prezydentem Argentyny, urzędującym w okresie od 13 lipca do 12 października 1973. Jego następcą został wybrany Juan Perón.